# Tadian
Tadian è una municipalità di quarta classe delle Filippine, situata nella provincia di Mountain, nella Regione Amministrativa Cordillera.
Tadian è formata da 19 barangay:
- Balaoa
- Banaao
- Bantey
- Batayan
- Bunga
- Cadad-anan
- Cagubatan
- Dacudac
- Duagan
- Kayan East
- Kayan West
- Lenga
- Lubon
- Mabalite
- Masla
- Pandayan
- Poblacion
- Sumadel
- Tue